# Флаг Красноярска
Флаг Красноя́рска является символом города Красноярска Красноярского края Российской Федерации.

## Описание
В 1995 году было принято первое Положение о флаге Красноярска.
 
Флаг города Красноярска представляет собой прямоугольное полотнище из четырёх равновеликих прямоугольных полей красного и синего цветов, разделённых горизонтальной и вертикальной полосами золотого цвета. Синие поля находятся справа вверху и слева внизу, красные поля соответственно — слева вверху и справа внизу. Отношения ширины флага к его длине 1,5:2,5 м, ширина разделительных полос золотого цвета 0,05 м.
В центре флага расположен герб соотношением 0,75:0,96 м.
Герб: на красном щите изображён золотой, стоящий на задних лапах лев, который несёт в передних лапах того же металла серп и лопату. Щит обрамлен полосой золотого цвета шириной 0,25 м.

В 2004 году было принято новое Положение о флаге, в котором (в числе прочего) изменилось описание герба, изображённого на флаге.
 
Флаг города представляет собой прямоугольное полотнище из четырёх равновеликих прямоугольных полей красного и синего цветов, разделённых горизонтальной и вертикальной полосами золотого цвета. Синие поля находятся справа вверху и слева внизу, красные поля соответственно слева вверху и справа внизу. Отношение ширины флага к его длине — 1,5:2,5 единицы, ширина разделительных полос золотого цвета — 0,05 единицы.
В центре флага расположен герб города соотношением 0,75:0,95 единицы, изображение которого не содержит пятибашенной короны.